# Monestir de Guelati
Monestir de Guelati (georgià: გელათის მონასტერი, Guèlatis Monàsteri) ( ? i  escolteu-ne la pronunciació en georgià) és un complex monàstic prop de Kutaissi, Imerècia, a Geòrgia. Conté l'Església de la Mare de Déu fundada pel rei de Geòrgia David el Constructor el 1106, i les esglésies de Sant Jordi i Sant Nicolau del segle xiii. Està inscrit a la llista del Patrimoni de la Humanitat de la UNESCO des del 1994 i en perill des del 2010.

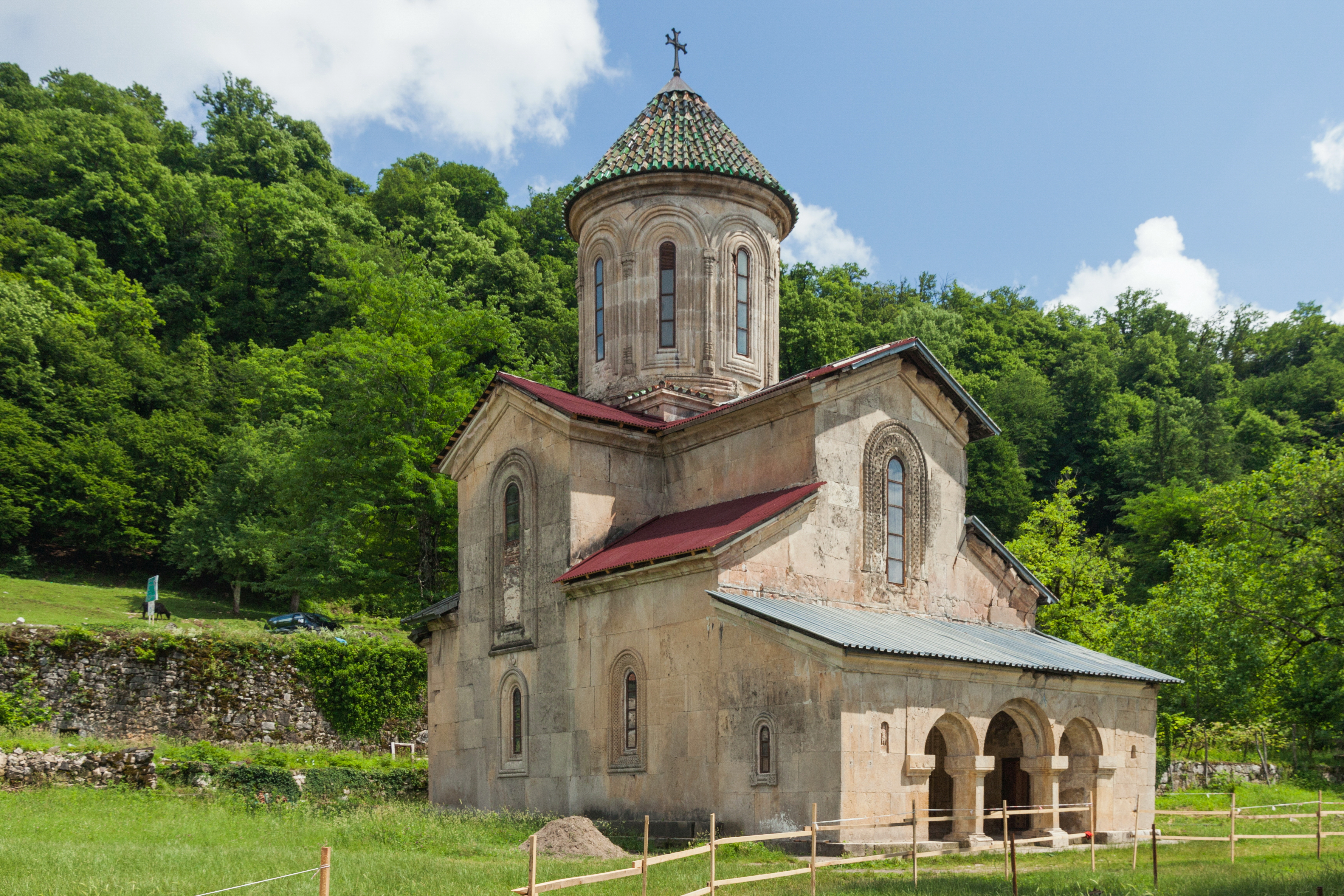
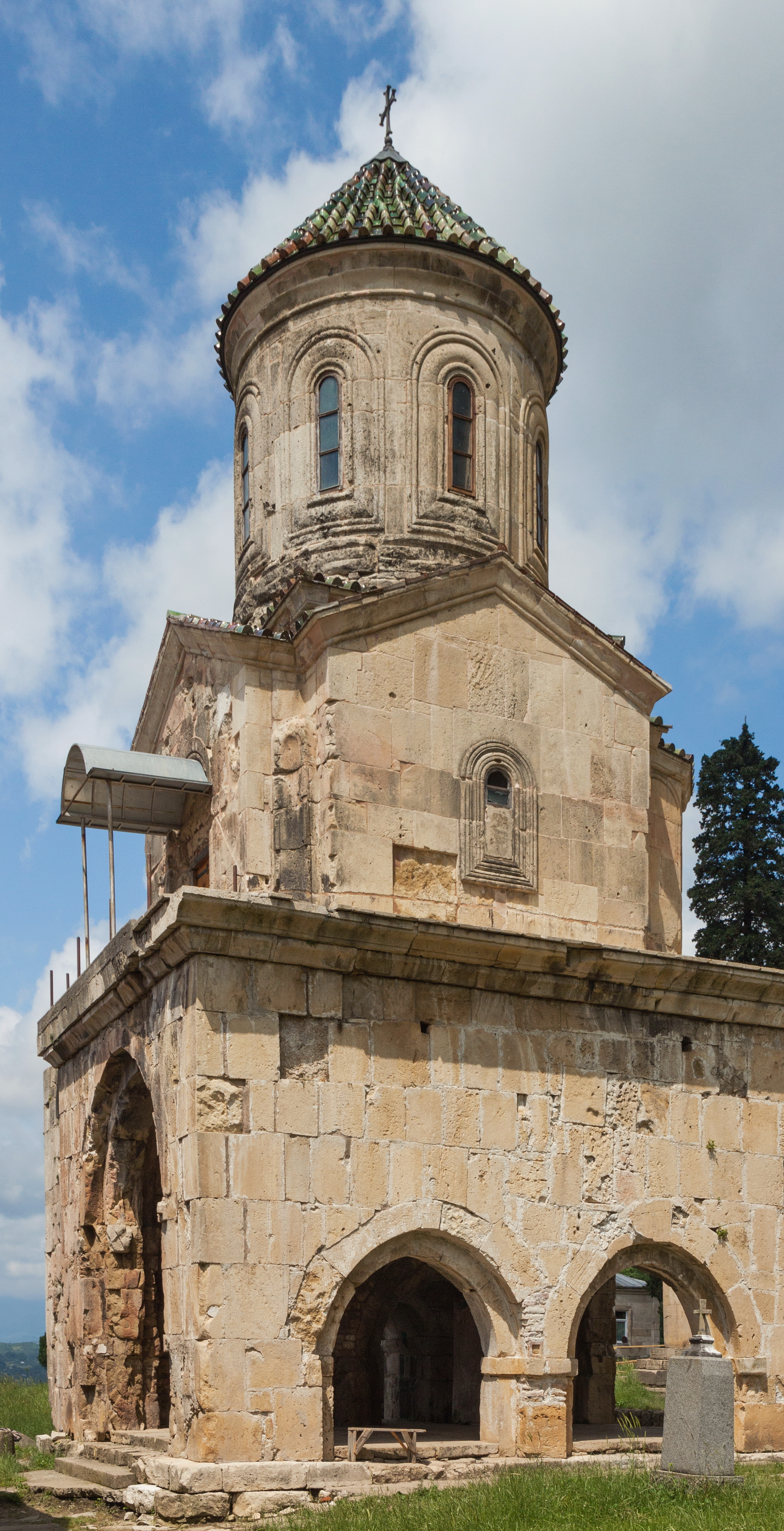
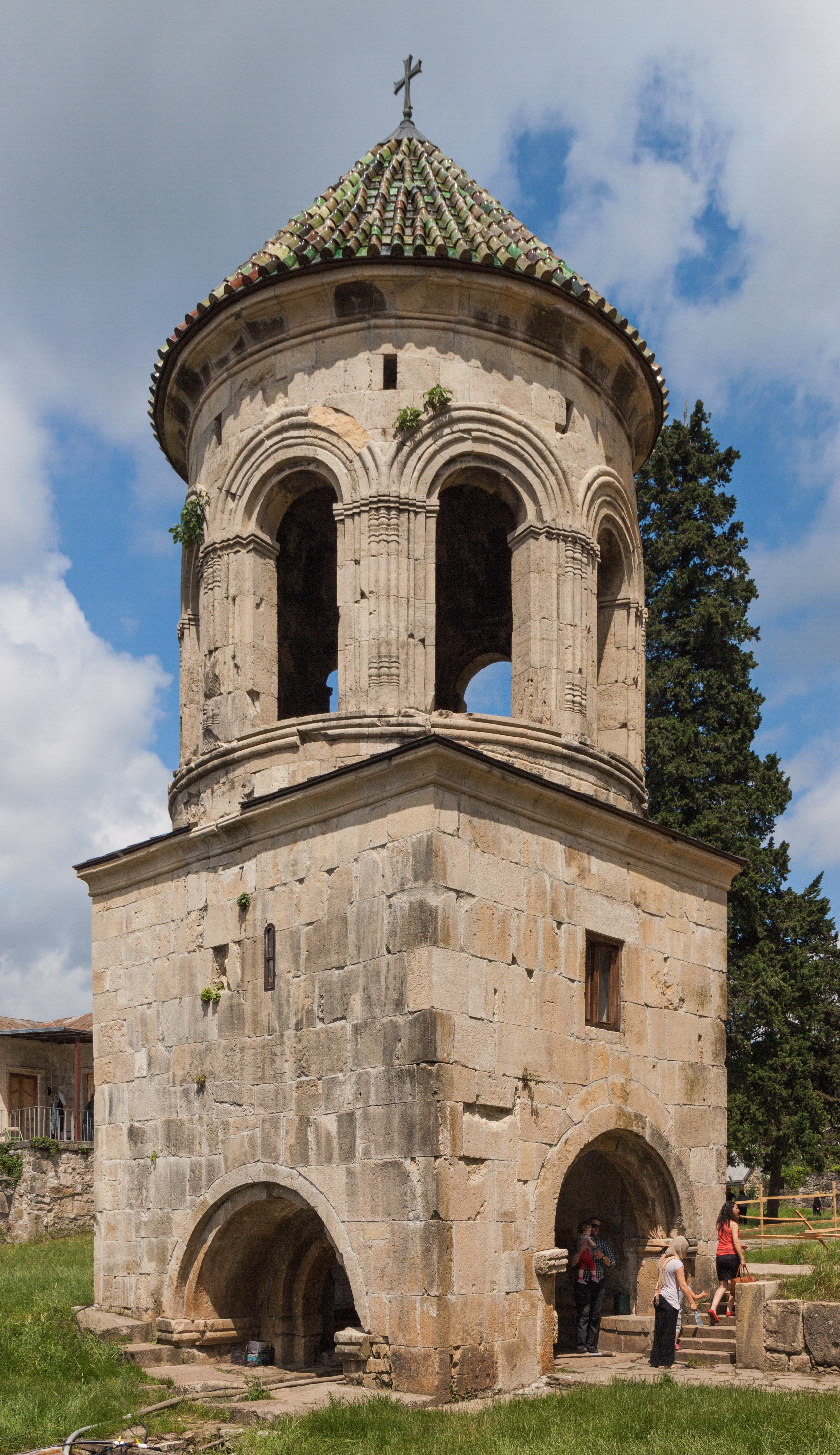
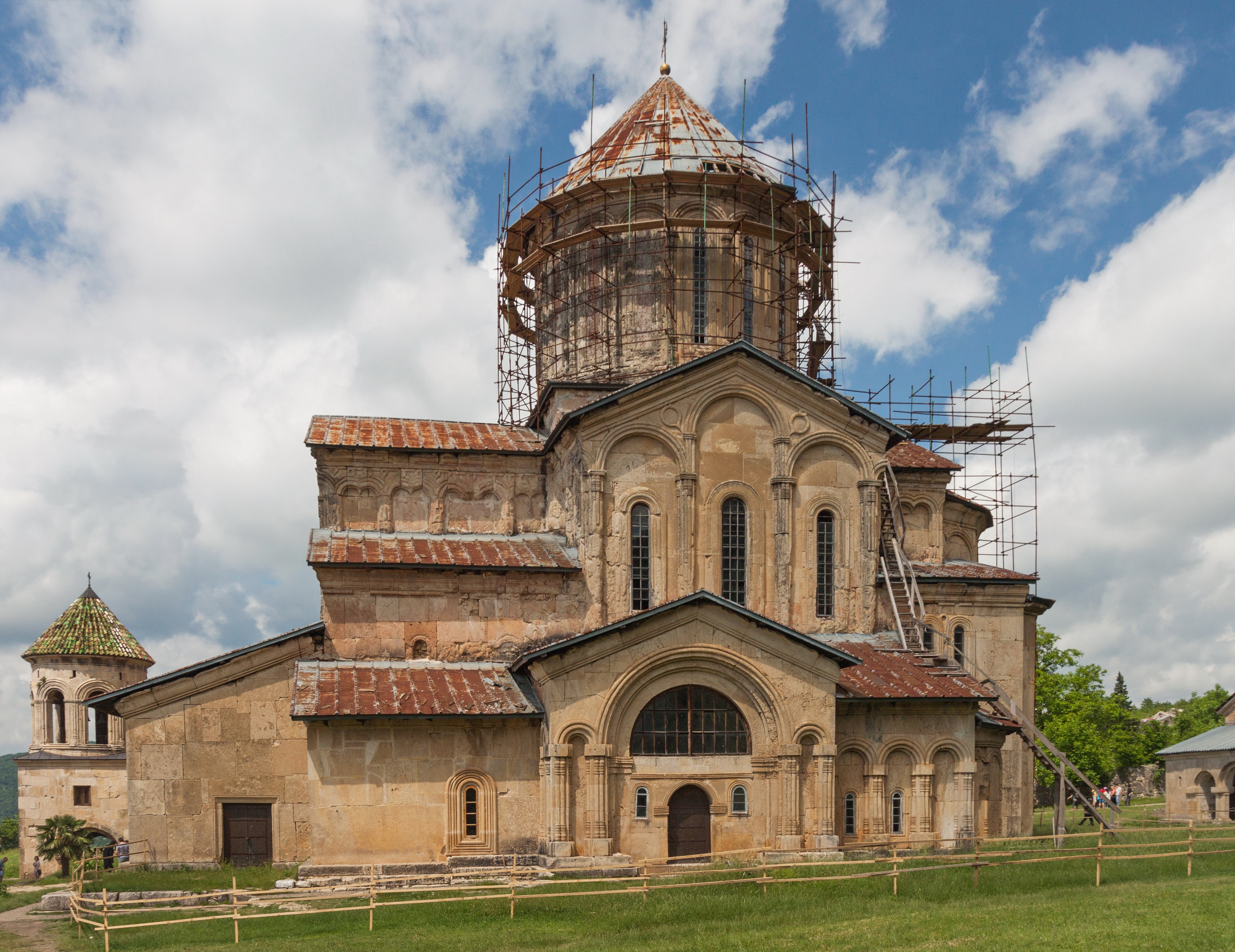
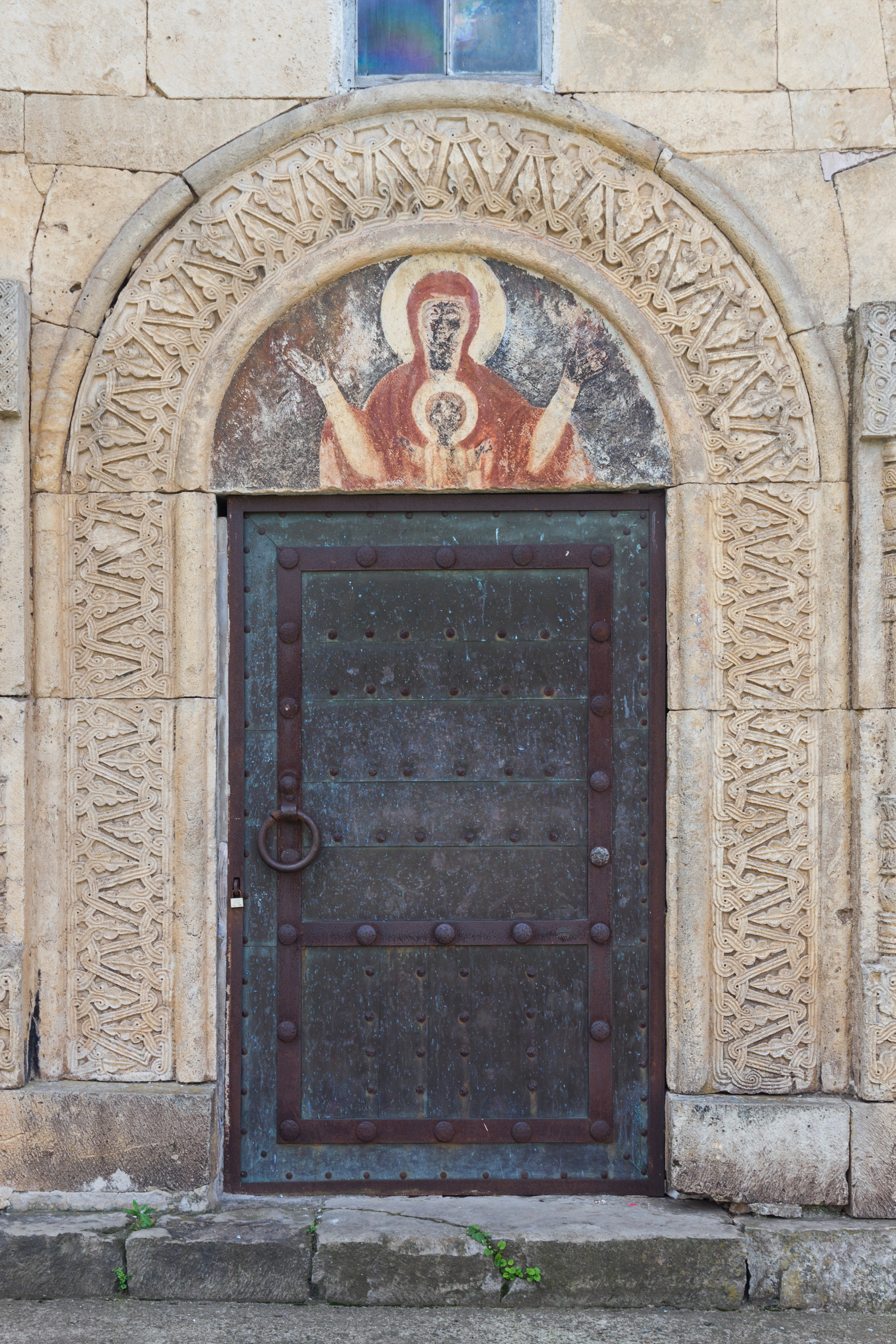
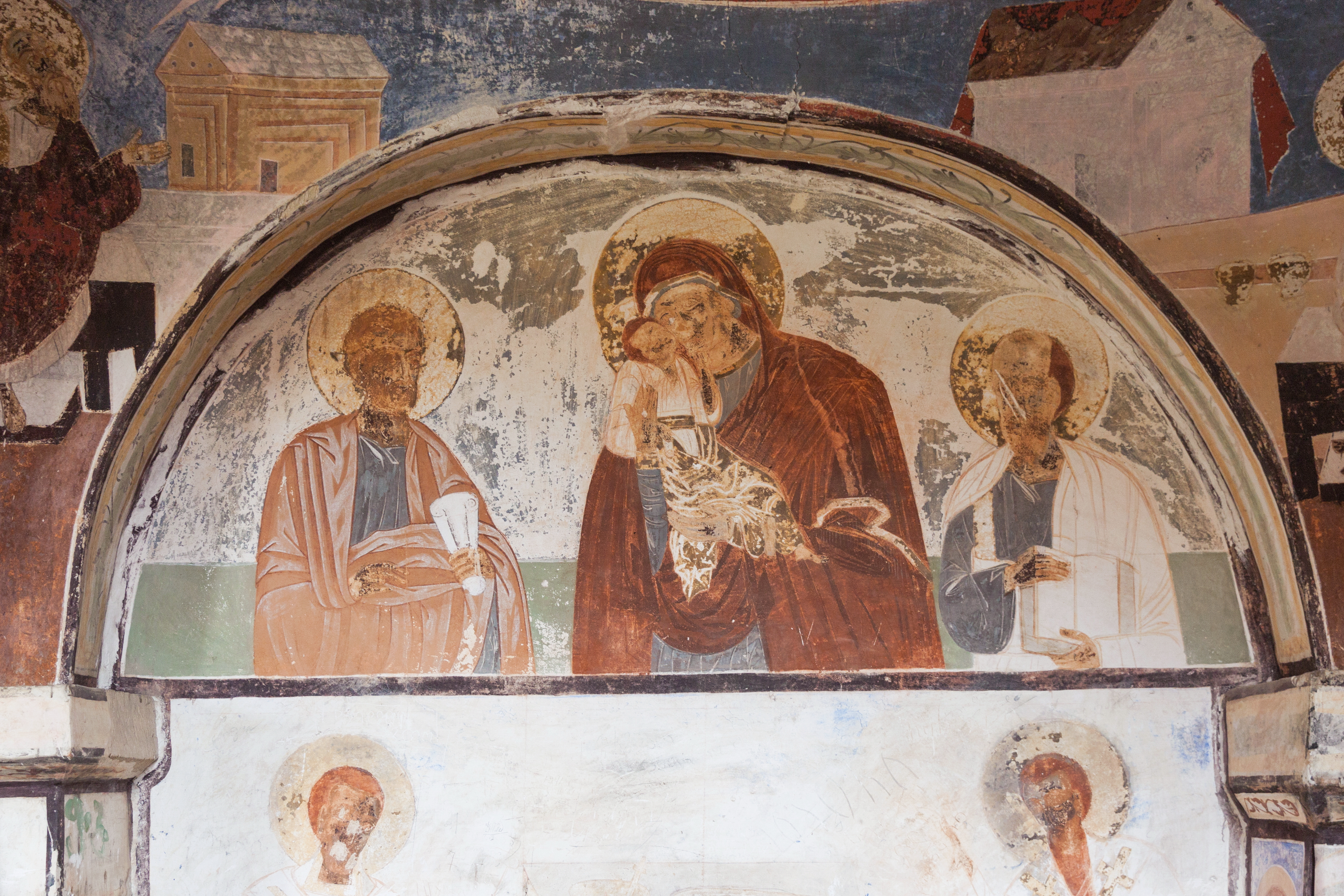
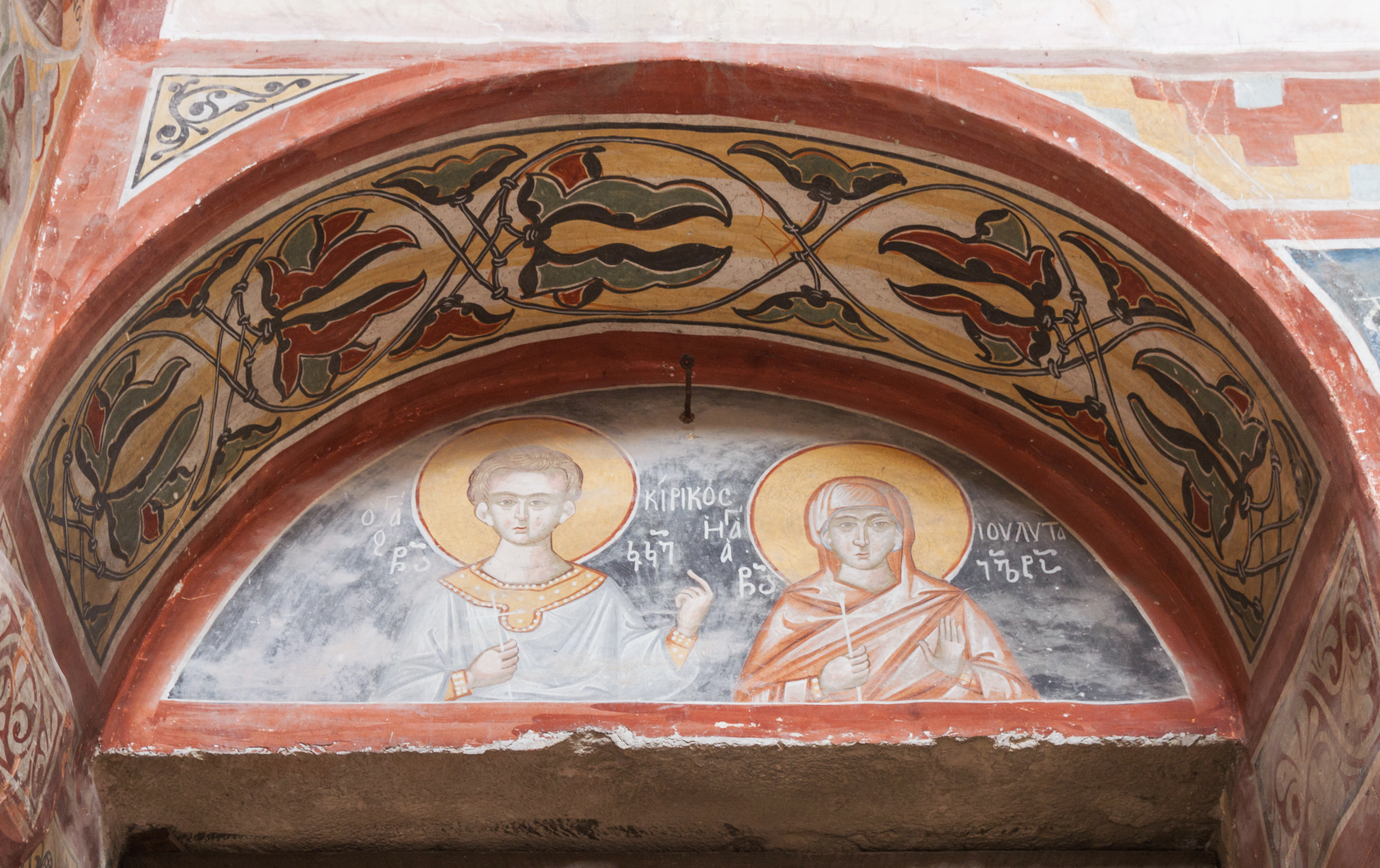